# Teodor Rożankowski (wojskowy)
Teodor Rożankowski, ukr. Теодор Рожанковський (ur. 14 lutego 1875 w Sokalu, zm. 12 kwietnia 1970 w Weehawken) – ukraiński prawnik (doktor praw), działacz polityczny i wojskowy, adwokat, pierwszy dowódca Legionu Ukraińskich Strzelców Siczowych.

## Życiorys
Absolwent Wydziału Prawa Uniwersytetu Lwowskiego. Od 1913 był posłem na Sejm Krajowy Galicji z Ukraińskiej Partii Narodowo-Demokratycznej. Do 1914 pracował jako sędzia w Turce.
Był członkiem Ukraińskiego Zarządu Wojskowego (BU USS) i jednym z twórców Legionu Ukraińskich Strzelców Siczowych. Sprzeciwił się wysłaniu niewyszkolonych żołnierzy USS przeciw atakującym wojskom rosyjskim, za co został usunięty ze stanowiska dowódcy Legionu.
Od października 1914 do listopada 1918 był komendantem i zastępcą komendanta Kosza USS.
W latach 1918–1919 był majorem Ukraińskiej Armii Halickiej (UHA) i komendantem okręgu wojskowego Stanisławów. 18 października 1918 wybrany do składu Ukraińskiej Rady Narodowej Zachodnioukraińskiej Republiki Ludowej (ZURL). W latach 1919–1920 był attaché wojskowym misji Ukraińskiej Republiki Ludowej w Pradze.
W II Rzeczypospolitej był adwokatem we Lwowie.